# 7971 Meckbach
A 7971 Meckbach (ideiglenes jelöléssel 9002 P-L) a Naprendszer kisbolygóövében található aszteroida. Cornelis Johannes van Houten,  Ingrid van Houten-Groeneveld és Tom Gehrels fedezte fel 1960. október 17-én.